# Roberto Wis
Roberto Wis (* 7. November 1908 in Lodrone, Storo; † 4. August 1987 in Helsinki) war ein italienischer Romanist und Lexikograf, der in Finnland wirkte.

## Leben und Werk
Roberto Vittorio Weiss di Lodrone nannte sich später Roberto Wis. Er gründete 1942 in Helsinki das Italienische Kulturinstitut (Istituto Italiano di Cultura in Finlandia) und leitete es über viele Jahre. Daneben war er Honorarprofessor und Privatdozent an der Universität Helsinki.
Der Freundschaft von Wis und Domenico Giuliotti wurde ein Buch gewidmet.
Wis (Roberto Weiss) ist nicht zu verwechseln mit dem Historiker und Italianisten Roberto Weiss (1906–1969).

## Werke
- Leopardi. Una favola antica, Mailand 1938, 1948 (u. d. N. Roberto Weiss di Lodrone)
- (Übersetzer und Hrsg. mit Angiolo Marcori)  Santa Teresa di Gesù, La vita scritta da lei medesima, Florenz 1946 (u. d. N. Roberto Weiss)
- (Hrsg.) Un inedito petrarchesco. La redazione sconosciuta di un capitolo del "Trionfo della fama”, Rom 1950
- (mit Walter Olof Streng-Renkonen) Italialais-suomalainen sanakirja, Helsinki 1950, 1959 (Italienisch-Finnisches Wörterbuch)
- "Traduzioni sconosciute di versi finnici in siciliano e viceversa", Bollettino del centro di studi filologici e linguistici siciliani, Nr. 1 (1953): 290-299
- "Ferruccio Busoni e la Finlandia", Bullettino Storico Empolese 1, year 1, no. 1 (1957): 59-74; unter dem gleichen Titel in seinem Terra boreale: studi italo-finlandesi, 149-82, Bilder ix-xii (Porvoo, Helsinki: Werner Söderström Osakeyhtio, 1969); englische Übersetzung als "Ferruccio Busoni and Finland", Acta musicologica 40, Nr. 2 (Juli–Dezember 1977): 250-69
- Giacomo Leopardi. Studio biografico, Helsinki 1959 (Bearbeitung von Weiss 1938)
- Il pappo e il dindi. Prime letture italiano, Helsinki 1962
- Terra boreale.  Studi italo-finlandesi, Helsinki 1969 (Sammelschrift)
- (mit Marjatta Wis) Ángel Ganivet in Finlandia. Studio biografico e testi, Helsinki 1988 (postum)